# بت فور لشز
ناتاشا کان (به انگلیسی: Natasha Khan) با نام هنری بَت فور لشِز (انگلیسی: Bat for Lashes؛ زادهٔ ۲۵ اکتبر ۱۹۷۹) خواننده، ترانه‌سرا و نوازندهٔ مسلط بر چند ساز اهل انگلستان است. او از سال ۲۰۰۶ میلادی مشغول فعالیت بوده و تا سال ۲۰۱۶ چهار آلبوم استودیویی منتشر کرده است: خز و طلا (Fur and Gold)، دو خورشید (Two Suns)، مرد شبح‌زده (The Haunted Man) و عروس (The Bride). تمام آلبوم‌های او به استثنای مرد شبح‌زده نامزد جایزه مرکوری شده‌اند.
بت فور لشز همچنین خوانندهٔ اصلی پروژهٔ موسیقایی سکسویچ (Sexwitch) است.